# Obrazi slovenskih pokrajin
Obrazi slovenskih pokrajin je spletni biografski leksikon znanih osebnosti slovenskih pokrajin in Slovencev po svetu. Na spletu ga objavlja Mestna knjižnica Kranj v sodelovanju z osrednjimi območnimi knjižnicami. V slovar so vključene osebnosti, ki so rojene na nekem območju, so tam živele ali se šolale in so s svojim delom zaznamovale razvoj Slovenije - pisatelji, pesniki, literarni ter umetnostni zgodovinarji in kritiki, itd.
Portal je bil vzpostavljen leta 2020. V lekskonu so združene biografije, objavljene v regijskih leksikonih: Celjskozasavski.si, Dolenjski biografski leksikon, Gorenjci.si, Koroški biografski leksikon, Pomurci.si., Primorci.si, Spodnjepodravci.si in Štajerci.si.